# Пьяноро
Пьяноро (итал. Pianoro) —  город в Италии, располагается в регионе Эмилия-Романья, подчиняется административному центру Болонья.
Население составляет 16 591 человек (на 2004 г.), плотность населения составляет 151 чел./км². Занимает площадь 107 км². Почтовый индекс — 40065. Телефонный код — 051.
В коммуне 15 августа особо празднуется Успение Пресвятой Богородицы.